# Trailways
Trailways Transportation System es un grupo de 80 empresas independientes de buses que funcionan mediante un acuerdo de franquicias. La empresa tiene su sede en Fairfax, Virginia.

## Historia
La compañía fue fundada el 5 de febrero de 1936 por: Burlington Transportation Company, Santa Fe Trails Transportation Company, Missouri-Pacific Stages, Safeway Lines, Inc., y Frank Martz Coach Company.
El sistema se originó con un servicio de costa a costa conocido como National Trailways Bus System (NTBS). Greyhound Lines había crecido bastante en los años 20 y 30, por lo que Comisión Interestatal de Comercio incentivó a los operadores independientes a forman el NTBS con tal de generar mercados más competitivos. A diferencia de Greyhound que poseía una administración centralizada, las empresas miembros de Trailways se convirtieron en un formidable competidor mientras se mantenían como una asociación de casi 100 empresas separadas. En los años 50, Morgan W. Walker, Sr. de Alexandria, Luisiana, se convirtió en la cabeza de la división sur de la empresa. Había ingresado al negocio en menor escala durante la Primera Guerra Mundial como la Interurban Transportation Company of Alexandria.
Los servicios de rutas de buses en los Estados Unidos declinaron paulatinamente después de la Segunda Guerra Mundial, a pesar de unas leves ganancias durante las crisis energéticas de 1973 y 1979. Para 1986, la Greyhound Bus Line se había separado de su empresa padre para ser traspasada a nuevos dueños, lo cual resultó en que Greyhound Lines se convirtió solamente en una compañía de transporte de buses. Fue vendida a nuevos dueños encabezados por Fred Currey, un exejecutivo de uno de los miembros más grandes de National Trailways Bus System. (La antigua Greyhound cambió su nombre a Dial Corporation).
Bajo la nueva administración en 1987, liderada por Currey, Greyhound Lines poco después adquirió Continental Trailways, el miembro más grande de su rival, National Trailways Bus System, eliminando de manera efectiva una gran porción de su competencia. 

## Miembros actuales
En la actualidad varios miembros de Trailways están dispersos por todo Norteamérica. Proveen servicios de renta de buses chárter, recorridos turísticos en bus y servicios programados, con algunos miembros entregando servicios de rutas regulares en áreas que no son recorridas por ninguna otra empresa de buses.

## Lista de miembros (actuales y antiguos)
Abbott Trailways, Roanoke, Virginia
Adirondack Trailways, Hurley, Nueva York
Alpha Trailways, Cincinnati, Ohio
Amador Trailways, Sacramento, California
AmericanStar Trailways, Pismo Beach, California
Anchor Trailways, Nashville, Tennessee
Arrow Trailways of Texas, Killeen, Texas
AS Midway Trailways Archivado el 17 de mayo de 2010 en Wayback Machine., Baltimore, MD
Atlantic Coast Trailways, Hagerstown, MD
Bieber Trailways of Harrisburg, Harrisburg, Pensilvania
Birnie Trailways, Rome, Nueva York
Bristol Trailways, Bristol, Vermont
Bristol Trailways of Florida, Orlando, Florida
Burlington Trailways, West Burlington, Iowa
C&J Trailways, Portsmouth, NH
Capital City Trailways of Georgia, Atlanta, Georgia
Capital Trailways of Alabama, Montgomery, Alabama
Capital Trailways of Huntsville, Madison, Alabama
Capital Trailways of Mississippi, Richland, MS
Capitol Trailways of Pennsylvania, Harrisburg, Pensilvania
Carolina Coach Company (Carolina Trailways), Raleigh, Carolina del Norte, subsidiaria adquirida por Greyhound Lines, Inc.
Cavalier Coach Trailways, Boston, MA
Central States Trailways, San Luis, Misuri
Colonial Trailways, Mobile, AL
Concord Trailways, Concord, NH
Continental Trailways, Dallas, Texas
Cross Country Tours Trailways, Spartanburg, Carolina del Sur
Dakota Trailways, Spearfish, Dakota del Sur
Dean Trailways of Michigan, Lansing, Míchigan
Dixon Meyers Trailways, Mt. Morris, Illinois
Eagle Trailways, Irving, Texas
El Camino Trailways, South San Francisco, California
Elbo Trailways, Países Bajos
Empire Trailways, Rochester, Nueva York
Endeavor Trailways, Miami, Florida
Excursions Trailways, Ft. Wayne, Indiana; Ottawa, Ohio
Express Trailways, Orlando, Florida
First Class Trailways, St. Petersburg, Florida
First Priority Trailways, District Heights, MD
Flagship Trailways, Cranston, RI
Fullington Trailways, Clearfield, Pensilvania
Gentry Trailways Archivado el 22 de julio de 2010 en Wayback Machine., Knoxville, TN
Georgia Trailways, Macon, Georgia
Gold Line Trailways, Tuxedo, MD
Golden Express Trailways, New York, Nueva York
Gotta Go Trailways, Dallas/Ft. Worth, Texas
Great Canadian Trailways, Ontario, Canadá
Heartland Trailways, St. Joseph, MO
Huskey Trailways, Festus, Montana; Columbia, Montana; Ozark, Montana
King Ward Trailways, Chicopee, MA
Kobussen Trailways, Kaukauma, Wisconsin
La Chaudiere Trailways, St. Georges, Québec, Canadá
Lakefront Trailways, Cleveland, Ohio
Lancaster Trailways, The Carolinas, Lancaster, Carolina del Sur
Lion Trailways, Rio Grande, Nueva Jersey
Little Rock Trailways, Little Rock, Arkansas
Lone Star Trailways, Tyler, Texas
Louisiana Trailways, Marrero, Luisiana
Martz Trailways, Wilkes-Barre, Pensilvania
Memphis Trailways, Memphis, Tennessee
Miller Trailways, Louisville, KY; Indianopolis, Indiana
Myers Trailways, Export, Pensilvania
National Coach Trailways, Fredricksburg, Virginia
New York Trailways, Hurley, Nueva York (anteriormente Empire Trailways de Rochester, Nueva York)
NorthEast Trailways of ME, Lewiston, ME
Northwestern Trailways, Spokane, WA
Orange Belt Stages, Visalia, California
Pacific Coachways Trailways, Garden Grove, California
Paradise Trailways, W. Hempstead, Nueva York
Pine Hill Trailways, Hurley, Nueva York
Prairie Coach Trailways, Dell Rapids, Dakota del Sur
Prairie Trailways, Chicago, Illinois
Rimrock Trailways Billings, Massachusetts
Rocky Mountain Trailways, Rexburg, Idaho
Royal Tours Trailways, Randleman, Carolina del Sur
Salter Trailways, Jonesboro, Luisiana
Samson Trailways, Atlanta, Georgia
Seitz Reisen Trailways of Germany, Ruhmansfelden, Bayern-Regen, Alemania
Sierra Trailways of California, Sacramento, California
Sierra Trailways of Texas, South Houston, Texas
Silver State Trailways of CA, Placentia, California
Silver State Trailways of NV, Las Vegas, Nevada
South Texas Trailways, San Antonio, Texas
Southeastern Trailways, Indianápolis, Indiana
Starkville Trailways, Ridgeland, MS
St. Cloud Trailways, St. Cloud, MN
Sun Travel Trailways, Beaumont, Texas
Susquehanna Trailways, Avis, PA
Swept Away Trailways, Savannah, Georgia
Tennessee Coach Company, Knoxville, Tennessee
Thrasher Brothers Trailways, Birmingham, Alabama
Transportes InterCalifornias Trailways, Los Ángeles, California
Travel Mates Trailways, Harrisonburg, Virginia
Utah Trailways, Salt Lake City, Utah
Viking Trailways, Joplin, Montana
VIA Trailways, Tempe, Arizona; Merced, California
Western Trailways of Canada, Delta, Columbia Británica
West Point Trailways, Vails Gate, Nueva York